# فرودگاه هاف مون بی
فرودگاه هاف مون بی (به انگلیسی: Half Moon Bay Airport) یک فرودگاه همگانی بهره‌برداری هوایی با کد یاتا HAF است که یک باند فرود آسفالت و بتن دارد و طول باند آن ۱۵۲۴ متر است. این فرودگاه در کشور ایالات متحده آمریکا قرار دارد و در ارتفاع ۲۰ متری از سطح دریا واقع شده‌است.